# Zizania texana
Espèce
Zizania texana est une espèce de plantes à fleurs monocotylédones de la famille des Poaceae, sous-famille des Oryzoideae, originaire du Texas aux États-Unis.
C'est une plante herbacée vivace, aquatique, aux tiges (chaumes) spongieuses décombantes, pouvant atteindre deux mètres de long
.
Cette espèce de graminée aquatique, désignée en anglais sous le nom de Texas Wild rice (riz sauvage du Texas) est endémique du Texas, où on ne la trouve que sur la rivière San Marcos dans le comté de Hays. Elle est menacée par la perte et la dégradation de son habitat et classée comme espèce menacée au niveau fédéral des États-Unis,.

## Description
Zizania texana appartient au même genre que  le riz sauvage(Zizania palustris) vendu dans le commerce. C'est une plante aquatique qui pousse dans l'eau, seule l'extrémité des tiges émergeant au-dessus de la surface. Les tiges mesurent de 1 à 2 mètres de long, atteignant parfois jusqu'à 5 m de long. Le limbe des feuilles, effilé, peut atteindre un mètre de long.
L' inflorescence est une panicule  mesurant jusqu'à 31 centimètres de long sur 10 de large.
Les épillets mâles ont une forme sensiblement ovale et les épillets femelles sont en forme de lance avec une longue arête qui peut avoir quelques centimètres de longueur.
Les fleurons mâles et femelles sont séparés sur différentes ramifications de la panicule. Le pollen est transporté vers les autres plantes par le vent.
La plante peut se reproduire par clonage et forme parfois des tapis de tiges clonées.

## Distribution
Cette plante est limitée à une seule station sur les deux premiers kilomètres de la rivière San Marcos au Texas.
Cette population comprend environ 140 touffes de tiges.
Elle couvre environ 1200 mètres carrés.
Il y a aussi une population introduite à Spring Lake dans le site des San Marcos Springs et un certain nombre de spécimens sont conservés dans un enclos sur le campus de l'université d'État du Texas.
L'habitat naturel de cette graminée est l'eau claire de la rivière San Marcos, qui est alimentée par des  sources  originaires de l'aquifère d'Edwards.
Cette espèce croît dans un milieu aquatiquecaractérisé par  une gamme relativement étroite de conditions relatives à la température, au pH et à la turbidité, aux débits et aux types de substrats
Cette plante était autrefois localement commune dans la région, formant des populations assez denses pour devenir une nuisance pas plus tard que dans les années 1930. Elle s'est raréfiée  parce que l'aquifère d'Edwards a été drainé pour les besoins de l'agriculture et d'autres industries, abaissant le débit de la rivière San Marcos.
Cette plante désormais rare est menacée maintenant par des activités récréatives sur la rivière, et par une espèce de  mammifères introduite, le  ragondin (Myocastor coypus). Les tiges sont brisées, courbées ou submergées par des débris flottants, y compris des résidus de tontes venant de l'amont et flottant dans le courant.

## Biologie
L'espèce a une reproduction plutôt  inefficace. Elle réussit rarement à se reproduire par voie sexuelle.
Le pollen est libéré chaque jour pendant une courte période, habituellement seulement entre 2 et 4 heures du matin. Il est parfois libéré une deuxième fois vers 9 heures du matin. Ce pollen perd sa viabilité en quelques minutes, et devient non fonctionnel en moins d'une heure.
Comme le pollen est transporté par le vent, l'inflorescence doit se dresser au-dessus de la surface de l'eau. La tige ne doit pas être brisée ou submergée. Le pollen se déplace généralement à moins d'un mètre de son inflorescence parentale, de sorte que les plantes doivent être proches pour se reproduire et ne doivent  pas être isolées. Désormais, la plante est rare et la population fragmentée, et de ce fait le pollen peut difficilement atteindre une fleur réceptive. La pollinisation ne se fait pas entre fleurs d'une même inflorescence car les fleurs mâles elles ne libèrent pas de pollen au moment  où les fleurs femelles sont réceptives. L'espèce peut également se reproduire par voie végétative en produisant des  talles. Celles-ci peuvent se briser et s'enraciner pour produire de nouvelles tiges, mais celles-ci seront génétiquement identiques à la plante mère.